# Patrick Mayrhofer
Patrick Mayrhofer es un snowboarder paralímpico austríaco. Ganó la medalla de plata en los Juegos Paralímpicos de Invierno 2018, oro en el Campeonato Mundial de Para Snowboard 2015 en La Molina, España, y plata en el World Para Snowboard World 2019 en Pyhä, Finlandia. En 2015 fue honrado como la Personalidad Deportiva Austriaca Paralímpica del Año (en alemán: Behindertensportler des Jahres).

## Biografía
Mayrhofer nació el 15 de septiembre de 1987 en Helfenberg, Alta Austria. Había practicado snowboard desde la infancia. Trabajó como electricista hasta que tuvo un accidente en febrero de 2008, cuando tocó una línea eléctrica de 6000 voltios, causándole graves lesiones en la parte superior de la pierna derecha, antebrazo izquierdo y mano derecha. En su mano derecha fue necesario amputar el pulgar y partes del dedo medio. Después de varios intentos fallidos de reconstruir la función de su mano izquierda, se decidió amputar su mano izquierda. Su cirujano, el Dr. Oskar Aszmann de la Universidad de Viena, trabajó en estrecha colaboración con la empresa de tecnología de prótesis Ottobock. Su mano izquierda fue amputada alrededor de  17 centímetros (6,7 plg) por debajo del codo en julio de 2010. Después de esto, se le colocó una innovadora prótesis, conocida como "Mano de Miguel Ángel", la amputación electiva le permite a Mayrhofer controlar la prótesis de la misma manera que lo hacen los no amputados: Electrodos EMG en la prótesis detectan señales musculares dentro del antebrazo que se pueden utilizar para el control de la prótesis.  Puede abrir botellas, atarse los cordones de los zapatos y cepillarse los dientes en un corto período de tiempo.   Después de la amputación, trabajó en estrecha colaboración con el departamento de I + D de Ottobock dando retroalimentación a los ingenieros; en 2013 se incorporó a la empresa como especialista de producto en prótesis de miembros superiores.

## Carrera deportiva
Al visitar una feria de prótesis en 2012, vio un puesto dirigido por el Comité Paralímpico de Austria, lo que lo llevó a decidir dedicarse al para-snowboard. En el Campeonato del Mundo de Para Snowboard 2015 en La Molina, España, Mayrhofer ganó la medalla de oro en el evento de eslalon y quedó quinto en snowboard cross.
En los Juegos Paralímpicos de Invierno de 2018, compitió en ambos eventos de snowboard, quedando quinto en snowboard cross el 12 de marzo pero luego ganó la medalla de plata en Banked Slalom cuatro días después.

### Historial de competición
| Locación                      | Competición         | Lugar             |  | Disciplina      | Clasificación | Equipo   | Mejor registro |
| ----------------------------- | ------------------- | ----------------- |  | --------------- | ------------- | -------- | -------------- |
| Pyhä, Finlandia               | World Championships | 5                 |  | Banked Slalom   | SB-UL         | Austria  | 091.65 !       |
| Pyhä, Finlandia               | World Championships | Medalla de plata  |  | Banked Slalom   | SB-UL         | Austria  | 51.43          |
| La Molina, España             | World Cup           | Medalla de bronce |  | Banked Slalom   | SB-UL         | Austria  | 48.54          |
| La Molina, España             | World Cup           | 4                 |  | Banked Slalom   | SB-UL         | Austria  | 49.50          |
| La Molina, España             | World Cup           | Medalla de plata  |  | Snowboard cross | SB-UL         | Austria  | 46.20          |
| La Molina, España             | World Cup           | Medalla de bronce |  | Snowboard cross | SB-UL         | Austria  | 47.25          |
| Pyhä, Finlandia               | World Cup           | Medalla de bronce |  | Snowboard cross | SB-UL         | Austria  | 38.90          |
| Pyhä, Finlandia               | World Cup           | 4                 |  | Snowboard cross | SB-UL         | Austria  | 38.84          |
| Landraaf, Países Bajos        | World Cup           | Medalla de oro    |  | Banked Slalom   | SB-UL         | Austria  | 42.18          |
| Landraaf, Países Bajos        | World Cup           | Medalla de oro    |  | Banked Slalom   | SB-UL         | Austria  | 42.46          |
| Landraaf, Países Bajos        | Continental Cup     | Medalla de oro    |  | Banked Slalom   | SB-UL         | Austria  | 42.48          |
| Dubái, Emiratos árabes Unidos | World Cup           | Medalla de oro    |  | Banked Slalom   | SB-UL         | Austria  | 33.37          |
| Dubái, Emiratos árabes Unidos | World Cup           | Medalla de plata  |  | Banked Slalom   | SB-UL         | Austria  | 34.94          |
| Dubái, Emiratos árabes Unidos | Continental Cup     | Medalla de oro    |  | Banked Slalom   | SB-UL         | Austria  | 33.74          |
| Jeongseon, Corea del Sur      | Winter Paralympics  | Medalla de plata  |  | Banked Slalom   | SB-UL         | Austria  | 51.36          |
| Jeongseon, Corea del Sur      | Winter Paralympics  | 5                 |  | Snowboard Cross | SB-UL         | Austria  | 1:01.04        |
| Big White, Canadá             | World Cup           | Medalla de bronce |  | Banked Slalom   | SB-UL         | Austria  | 1:17.59        |
| Landraaf, Países Bajos        | World Cup           | Medalla de bronce |  | Banked Slalom   | SB-UL         | Austria  | 43.09          |
| Landraaf, Países Bajos        | World Cup           | 4                 |  | Banked Slalom   | SB-UL         | Austria  | 43.87          |
| Landraaf, Países Bajos        | Continental Cup     | Medalla de plata  |  | Banked Slalom   | SB-UL         | Austria  | 44.56          |
| Landraaf, Países Bajos        | World Cup           | Medalla de plata  |  | Banked Slalom   | SB-UL         | Austriad | 33.85          |
| Landraaf, Países Bajos        | World Cup           | Medalla de plata  |  | Banked Slalom   | SB-UL         | Austria  | 34.05          |
| Landraaf, Países Bajos        | World Cup           | Medalla de plata  |  | Banked Slalom   | SB-UL         | Austria  | 33.85          |
| Landraaf, Países Bajos        | World Cup           | Medalla de plata  |  | Banked Slalom   | SB-UL         | Austria  | 34.07          |
| Landraaf, Países Bajos        | World Cup           | Medalla de plata  |  | Banked Slalom   | SB-UL         | Austria  | 34.05          |
| Landraaf, Países Bajos        | Continental Cup     | Medalla de plata  |  | Banked Slalom   | SB-UL         | Austria  | 34.07          |
| Trentino, Italia              | World Cup           | Medalla de oro    |  | Banked Slalom   | SB-UL         | Austria  | 57.00          |
| Trentino, Italia              | World Cup           | Medalla de oro    |  | Snowboard Cross | SB-UL         | Austria  | 53.75          |
| Trentino, Italia              | World Cup           | 4                 |  | Snowboard Cross | SB-UL         | Austria  | 56.86          |
| Les Angles, Francia           | World Cup           | Medalla de oro    |  | Banked Slalom   | SB-UL         | Austria  | 1:05.60        |
| Les Angles, Francia           | Continental Cup     | Medalla de oro    |  | Banked Slalom   | SB-UL         | Austria  | 1:05.39        |
| Les Angles, Francia           | World Cup           | Medalla de bronce |  | Snowboard Cross | SB-UL         | Austria  | 41.85          |
| Les Angles, Francia           | Continental Cup     | Medalla de plata  |  | Snowboard Cross | SB-UL         | Austria  | 41.85          |
| Big White, Canadá             | World Cup           | Medalla de plata  |  | Banked Slalom   | SB-UL         | Austria  | 1:03.44        |
| Big White, Canadá             | World Cup           | Medalla de oro    |  | Snowboard Cross | SB-UL         | Austria  | 1:08.36        |
| Big White, Canadá             | World Cup           | Medalla de oro    |  | Snowboard Cross | SB-UL         | Austria  | 1:07.83        |
| Aspen Snowmass, USA           | World Cup           | Medalla de oro    |  | Snowboard Cross | SB-UL         | Austria  | 38.31          |
| Aspen Snowmass, USA           | World Cup           | Medalla de oro    |  | Snowboard Cross | SB-UL         | Austria  | 39.49          |
| Aspen Snowmass, USA           | Continental Cup     | Medalla de oro    |  | Snowboard Cross | SB-UL         | Austria  | 38.76          |
| Landraaf, Países Bajos        | World Cup           | Medalla de plata  |  | Banked Slalom   | SB-UL         | Austria  | 32.53          |
| Landraaf, Países Bajos        | World Cup           | Medalla de plata  |  | Banked Slalom   | SB-UL         | Austria  | 32.42          |
| Landraaf, Países Bajos        | Continental Cup     | Medalla de bronce |  | Banked Slalom   | SB-UL         | Austria  | 32.51          |
| La Molina, España             | World Championships | Medalla de oro    |  | Banked Slalom   | SB-UL         | Austria  | 1:31.65        |
| La Molina, España             | World Championships | 5                 |  | Snowboard Cross | SB-UL         | Austria  | 55.32          |
| Big White, Canadá             | World Cup           | Medalla de oro    |  | Banked Slalom   | SB-UL         | Austria  | 2:26.71        |
| Big White, Canadá             | World Cup           | Medalla de plata  |  | Snowboard Cross | SB-UL         | Austria  | 1:12.25        |
| Aspen Snowmass, USA           | World Cup           | 4                 |  | Snowboard Cross | SB-UL         | Austria  | 32.37          |
| Aspen Snowmass, USA           | World Cup           | Medalla de oro    |  | Snowboard Cross | SB-UL         | Austria  | 1:03.55        |
| Landraaf, Países Bajos        | World Cup           | Medalla de oro    |  | Banked Slalom   | SB-UL         | Austria  | 1.16:98        |
| Landraaf, Países Bajos        | Continental Cup     | Medalla de bronce |  | Banked Slalom   | SB-UL         | Austria  | 1:18.60.51     |
| La Molina, España             | World Cup           | Medalla de plata  |  | Snowboard Cross | SB-UL         | Austria  | 1.28.43        |
| La Molina, España             | World Cup           | Medalla de oro    |  | Snowboard Cross | SB-UL         | Austria  | 1.31.34        |